# Marko Ivović
Marko Ivović (Ljig, 22 dicembre 1990) è un pallavolista serbo.
Gioca nel ruolo di schiacciatore nella Lokomotiv Novosibirsk.

## Carriera
Marko Ivović inizia la propria carriera nelle giovanili dell'Odbojkaški Klub Spartak Ljig; con l'ingaggio da parte dell'Odbojkaški klub Vojvodina, club militante in Superliga, nella stagione 2009-10, esordisce nel professionismo: resta legato al club serbo per tre stagioni, aggiudicandosi per due volte la coppa nazionale; nel 2012 ottiene le prime convocazioni in nazionale.
Nella stagione 2012-13 si trasferisce in Turchia, nel Maliye Milli Piyango, mentre con la nazionale vince la medaglia di bronzo al campionato europeo 2013. Nella stagione successiva veste la maglia del Paris Volley, nella Ligue A francese, con cui vince la Supercoppa francese e la Coppa CEV, venendo premiato anche come MVP.
Nella stagione 2014-15 viene ingaggiato dal club polacco dell'Asseco Resovia, con cui conquista il campionato; con la nazionale si aggiudica la medaglia d'argento alla World League 2015. Nell'annata successiva si accasa al Belogor'e, militante nella Superliga russa; si aggiudica la medaglia d'oro, con la nazionale, alla World League 2016, venendo premiato anche come MVP.
Nell'annata 2016-17 torna all'Asseco Resovia, mentre in quella seguente disputa la Superliga Série A brasiliana con la maglia della Funvic, tornando a disputare la Superliga russa nella stagione 2018-19, ingaggiato dal Lokomotiv Novosibirsk; con la nazionale vince la medaglia d'oro al campionato europeo 2019.

## Palmarès

### Club
- Campionato polacco: 1

2014-15
- Coppa di Serbia: 2

2009-10, 2011-12
- Supercoppa francese: 1

2013
- Coppa CEV: 1

2013-14

### Nazionale (competizioni minori)
- Memorial Hubert Wagner 2016

### Premi individuali
- 2014 - Coppa CEV: MVP
- 2014 - Ligue A: MVP
- 2014 - Ligue A: Miglior schiacciatore
- 2016 - World League: Miglior schiacciatore
- 2016 - World League: MVP